# Älvsborgs län
För andra betydelser, se Älvsborg (olika betydelser).

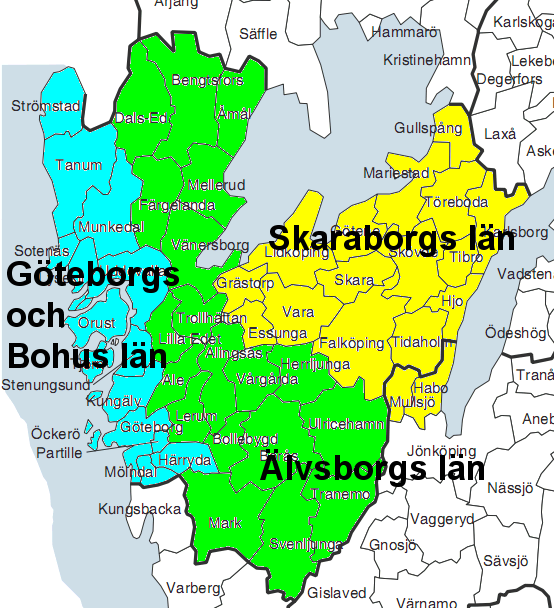
Länsindelningen i västra Sverige innan 1998 med Älvsborgs län i grönt.

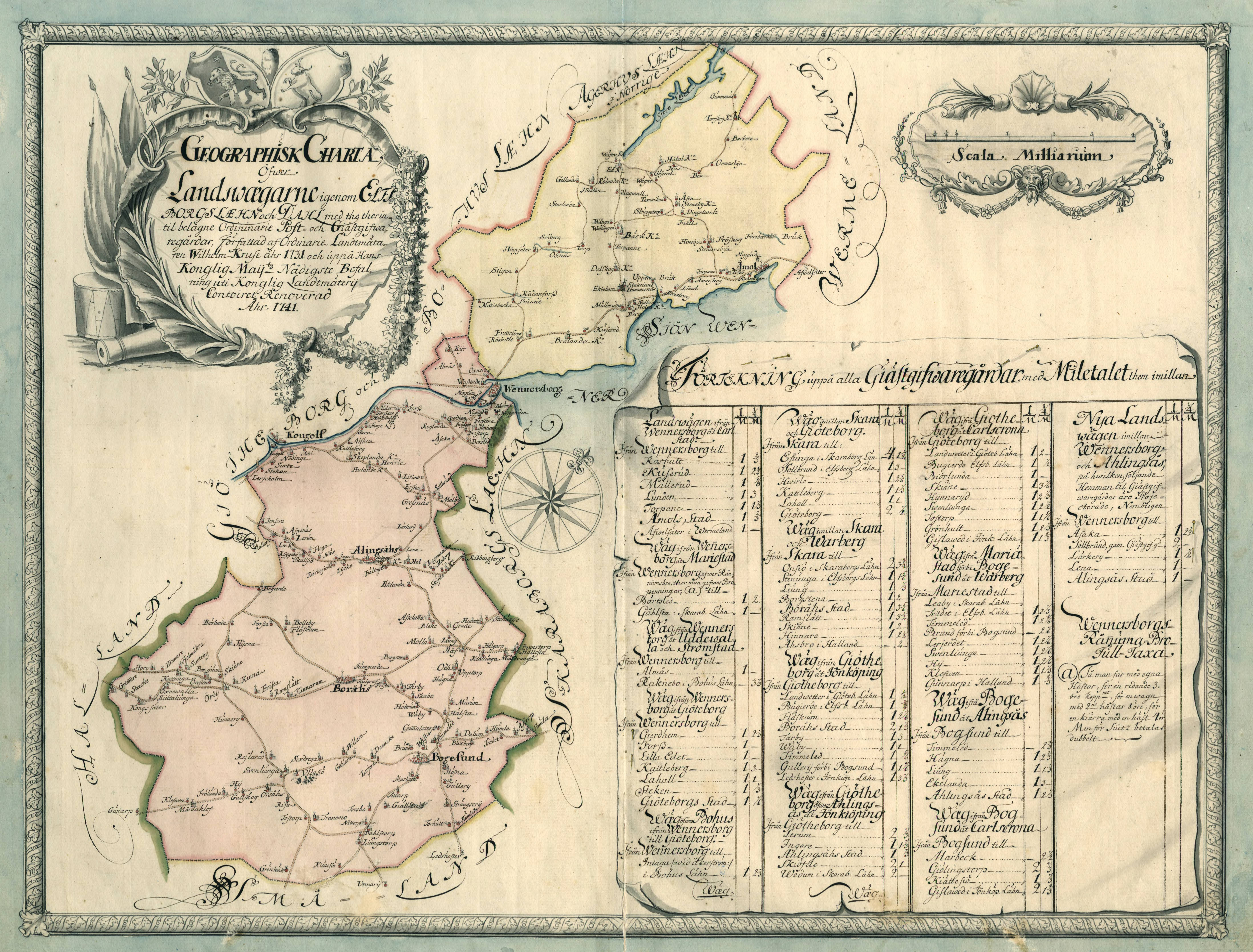
Karta över landsvägarna genom Älvsborgs län och Dalsland år 1731.

Älvsborgs län är ett avvecklat län i Sverige. Det bildades 1634 och uppgick den 1 januari 1998 i Västra Götalands län. Residensstaden var Vänersborg och dess största ort var Borås.
Länet bestod av västra delen Västergötland, förutom delen i och närmast Göteborg, samt hela landskapet Dalsland. Länsbokstav var P. Länet motsvarade Älvsborgs läns landsting.

## Historik
Se även Älvsborgs slottslän
År 1634 delades ståthållardömet Västergötland i Skaraborgs och Älvsborgs län, i samband med länens tillkomst. Älvsborgs län blev en gräns- och försvarsbarriär mot Danmark-Norge. Länet fick sitt namn efter borgen Älvsborg vid Göta älvs mynning, intill dess första residensstad Göteborg. 
År 1680 blev Borås tillfälligt residensstad, då Göteborg blev en del av det nya Bohus län. Efter stadsbranden i Borås år 1681 residerade landshövdingen tillfälligt dels på Fänneslunda säteri i Ås härad, nuvarande Ulricehamns kommun, dels på Alvhems kungsgård i Ale härad, nuvarande Lilla Edets kommun. 
Från 1690, då ett nytt residens stod klart, var Vänersborg dess residensstad.

## Indelningar mellan 1634 och 1997
Älvsborgs län omfattade en del av landskapet Västergötland, huvuddelen av Dalsland och mellan 1971 och 1998 även en del av Bohuslän. Området ingick före 1850 i Västergötlands och Dals lagsaga, där dock en större del 1842 överförts till Hallands lagsaga. Kyrkligt tillhörde området Göteborgs, Karlstads och Skara stift.
År 1680 delades länet, och  Göteborg, Sävedals, Askims och Östra Hisings härader övergick till Bohus län. 
År 1815 överflyttades den nordligaste spetsen av länet till Silleruds socken i Värmlands län. År 1891 fördes resten av Dalboredden över till Svanskogs socken i Värmlands län. År 1952 överfördes Hällestads socken till Skaraborgs län, medan Vänersnäs socken överfördes från nämnda län. År 1967 överfördes Angereds, Bergums och Valbo-Ryrs socknar till Göteborgs och Bohus län. År 1971 överfördes Björketorps socken till Göteborgs och Bohus län, medan Hjärtums socken och Västerlanda socken överförs från samma län. Kungsäters, Karl Gustavs, Grimmareds, Gunnarsjö och Älvsereds socknar överfördes till Hallands län. År 1974 överfördes Norra Åsarps, Smula, Solberga och Fivlereds socknar till Skaraborgs län.
Den 31 december 1997 upplöstes Älvsborgs län och området uppgick i Västra Götalands län.

### Härader och städer (före 1970)
(efter delningen 1680)

- Ale härad
- Bjärke härad
- Bollebygds härad
- Flundre härad
- Gäsene härad
- Kinds härad
- Kullings härad
- Marks härad
- Nordals härad (Dalsland)
- Redvägs härad
- Sundals härad (Dalsland)
- Tössbo härad (Dalsland)
- Valbo härad (Dalsland)
- Vedbo härad (Dalsland)
- Vedens härad
- Väne härad
- Vättle härad
- Ås härad

Städer med stadsprivilegier som inrättades som stadskommuner när 1862 års kommunalförordningar trädde i kraft var:  Alingsås stad, Borås stad, Ulricehamns stad och Vänersborgs stad.  Trollhättan blev stad 1910, men fick då ingen egen jurisdiktion.

### Socknar, fögderier, domsagor, tingslag och tingsrätter
Se respektive härad.

### Kommuner 1952–1971

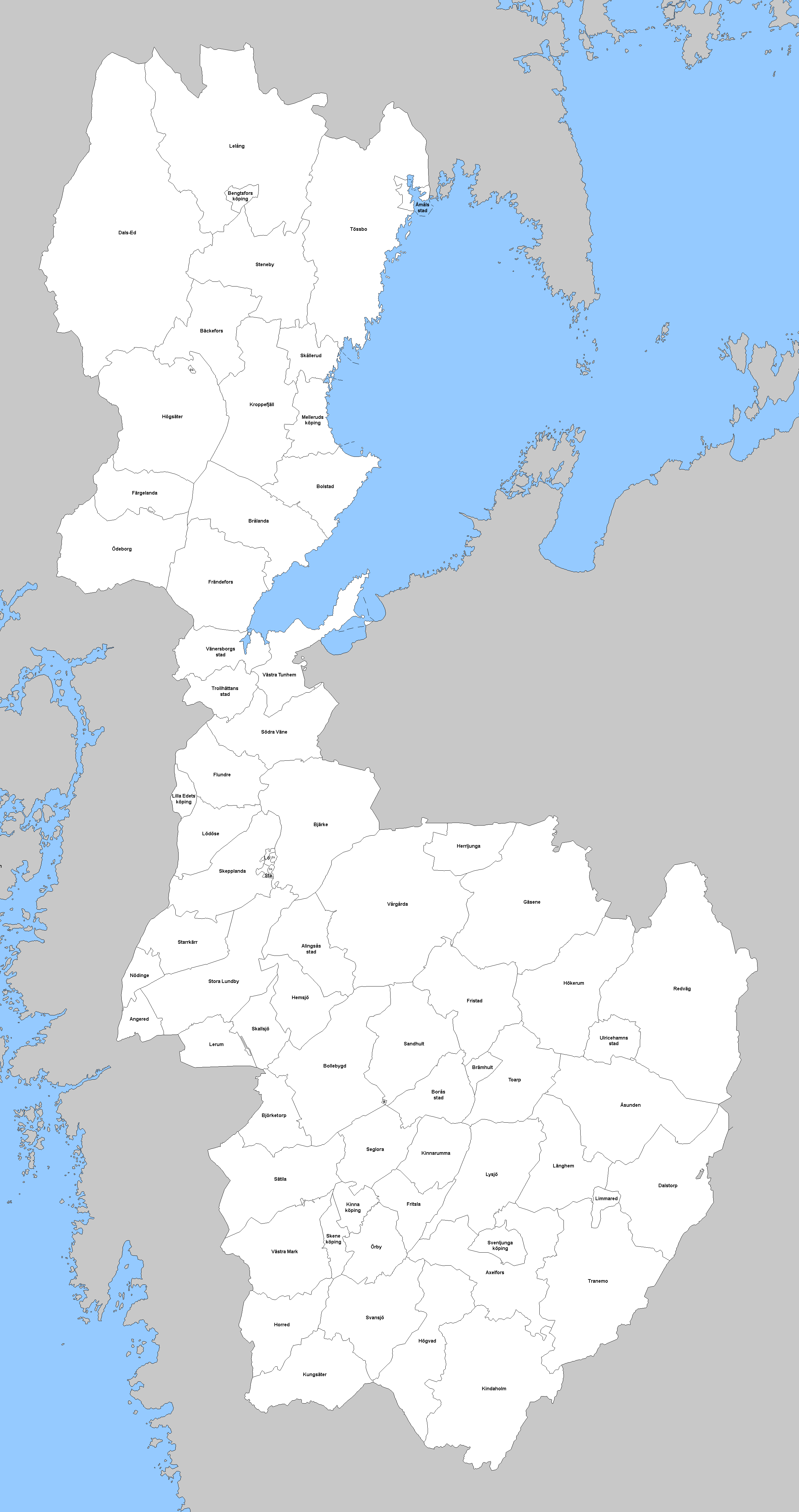
Kommuner i Älvsborgs län 1 januari 1952. Notera att länsgränsen har ändrats sen dess.

Städer (6 st):
| - Alingsås stad - Borås stad - Trollhättans stad | - Ulricehamns stad - Vänersborgs stad - Åmåls stad |

Köpingar (6 st):
| - Bengtsfors köping - Kinna köping - Lilla Edets köping | - Melleruds köping - Skene köping - Svenljunga köping |

Landskommuner (55 st):
| - Angereds landskommun - Axelfors landskommun - Bjärke landskommun - Björketorps landskommun - Bollebygds landskommun - Bolstads landskommun - Brålanda landskommun - Brämhults landskommun - Bäckefors landskommun - Dals-Eds landskommun - Dalstorps landskommun - Flundre landskommun - Fristads landskommun - Fritsla landskommun - Frändefors landskommun - Färgelanda landskommun - Gäsene landskommun - Hemsjö landskommun - Herrljunga landskommun - Horreds landskommun - Högsäters landskommun - Högvads landskommun - Hökerums landskommun - Kindaholms landskommun - Kinnarumma landskommun - Kroppefjälls landskommun - Kungsäters landskommun - Lelångs landskommun | - Lerums landskommun - Limmareds landskommun - Lysjö landskommun - Länghems landskommun - Lödöse landskommun - Nödinge landskommun - Redvägs landskommun - Sandhults landskommun - Seglora landskommun - Skallsjö landskommun - Skepplanda landskommun - Skålleruds landskommun - Starrkärrs landskommun - Steneby landskommun - Stora Lundby landskommun - Svansjö landskommun - Sätila landskommun - Södra Väne landskommun - Toarps landskommun - Tranemo landskommun - Tössbo landskommun - Vårgårda landskommun - Västra Marks landskommun - Västra Tunhems landskommun - Åsundens landskommun - Ödeborgs landskommun - Örby landskommun |

### Förändringar 1952–1970
- 1 januari 1953: Herrljunga landskommun ombildades till Herrljunga köping.
- 1 januari 1955: Bälinge församling ur Vårgårda landskommun uppgick i Alingsås stad.
- 1 januari 1961: Viskafors landskommun bildades av Kinnarumma landskommun och Seglora landskommun.
- 1 januari 1967: Södra Väne landskommun uppgick i Trollhättans stad. Angereds landskommun, Bergums församling ur Stora Lundby landskommun samt Valbo-Ryrs församling ur upplösta Ödeborgs landskommun överfördes till Göteborgs och Bohus län. Angereds landskommun och Bergums församling uppgick i Göteborgs stad och Valbo-Ryrs församling uppgick i Munkedals landskommun. Den resterande delen av upplösta Ödeborgs landskommun uppgick i Färgelanda landskommun. Dalsjöfors landskommun bildades av Toarps landskommun och Dannike församling ur upplösta Länghems landskommun. Limmareds landskommun samt de resterande delarna av upplösta Länghems landskommun uppgick i Tranemo landskommun
- 1 januari 1969:Skallsjö landskommun samt de resterande delarna av Stora Lundby landskommun uppgick i Lerums landskommun.

### Kommuner från 1971
- Ale
- Alingsås
- Bengtsfors
- Bollebygd
- Borås
- Dals-Ed
- Färgelanda
- Herrljunga
- Lerum
- Lilla Edet
- Mark
- Mellerud
- Svenljunga
- Tranemo
- Trollhättan
- Ulricehamn
- Vårgårda
- Vänersborg
- Åmål